# Izolovaný ordinál
Izolovaný ordinál je matematický pojem z teorie množin. Označuje ordinální číslo, které má předchůdce nebo je rovno prázdné množině. 

## Formální definice
Ordinální číslo {\displaystyle \alpha \,\!} je izolované, pokud
{\displaystyle \alpha =0\vee (\exists \beta \in On)(\beta \cup \{\beta \}=\alpha )},
kde {\displaystyle On} označuje třídu všech ordinálních čísel.

## Příklady
Každý konečný ordinál (tj. každé přirozené číslo) je izolovaný. Stačí si uvědomit, že

- {\displaystyle 1=0\cup \{0\}=\{0\}\,\!}
- {\displaystyle 2=1\cup \{1\}=\{0,1\}\,\!}
- {\displaystyle 3=2\cup \{2\}=\{0,1,2\}\,\!}
- {\displaystyle \ldots \,\!}

Existují ale i nekonečné izolované ordinály, například označíme-li jako {\displaystyle \omega \,\!} množinu přirozených čísel, která je rovněž ordinál, pak
{\displaystyle \omega +1=\{0,1,2,\ldots ,\omega \}=\omega \cup \{\omega \}\,\!} má předchůdce {\displaystyle \omega \,\!}.
Podobně má {\displaystyle \omega +2\,\!} předchůdce {\displaystyle \omega +1\,\!}, takže se také jedná o izolovaný ordinál. Naproti tomu existují i ordinály, které nejsou izolované. Takovým ordinálům říkáme limitní. Nejmenším takovým ordinálem je právě {\displaystyle \omega \,\!}, ale existují i větší limitní ordinály – například {\displaystyle \omega .2\,\!}, {\displaystyle \omega ^{2}\,\!} nebo {\displaystyle (\omega ^{\omega })^{\omega }\,\!}.

## Použití
Rozdělení ordinálních čísel na limitní a izolovaná se často používá v důkazech transfinitní indukcí a v konstrukcích transfinitní rekurzí, kde je prováděn zvláštní krok (z předchůdce na následníka) pro izolovaný ordinál a zvláštní krok (z množiny všech menších ordinálů na jejich supremum) pro limitní ordinál.